# Mary Poppins (película)
Mary Poppins es una película musical de fantasía estadounidense, dirigida por Robert Stevenson, producida por Walt Disney y con canciones escritas por los hermanos Sherman, estrenada en 1964. El guion, escrito por Bill Walsh y Don DaGradi, está basado en la serie de novelas Mary Poppins escritas por Pamela Lyndon Travers. La película, que contiene escenas que combinan imágenes reales con animación, está protagonizada por Julie Andrews como Mary Poppins, una niñera mágica que visita a una familia disfuncional en Londres, y utiliza su estilo único para mejorar la vida de la familia. También forman parte del reparto Dick Van Dyke, David Tomlinson y Glynis Johns, entre otros. Fue rodada íntegramente en los Walt Disney Studios Burbank, California, utilizando fondos de Londres pintados.
Se estrenó con un gran éxito de crítica y público, siendo nominada a trece premios Óscar, incluyendo Mejor película, un récord no superado por ninguna otra película producida por Walt Disney Studios, de los cuales ganó cinco: Mejor actriz para Julie Andrews, Mejor montaje, Mejor banda sonora, Mejores efectos visuales y Mejor canción original por Chim Chim Cher-ee. Se convirtió en la película más taquillera de 1964 y en la más taquillera de Disney hasta ese momento. En 2006 fue incluida en el 6.º puesto en la lista de los mejores musicales del cine estadounidense por el American Film Institute. En 2013, la película fue seleccionada para su preservación en el National Film Registry por la Biblioteca del Congreso de Estados Unidos como "cultural, histórica o estéticamente significativa". Mary Poppins está considerada como la obra cumbre de la carrera de Walt Disney, al ser la única de sus películas en conseguir una nominación al Oscar a la Mejor Película durante su vida.
Mary Poppins es considerado un clásico honorífico de Walt Disney junto a Canción del sur y Bedknobs and Broomsticks, ya que estas tres películas siguen el mismo patrón artístico original de unir a actores reales sobre fondos de dibujos animados e interactuando con ellos.
Un drama biográfico basado en la realización de la película, Saving Mr. Banks, se estrenó el 20 de octubre de 2013. Una secuela, Mary Poppins Returns, se estrenó el 19 de diciembre de 2018, siendo protagonizada por Emily Blunt.

## Argumento
En el Londres  eduardiano de 1910, la última niñera de los Banks, Katie Nanna, deja su cargo, ya que Jane y Michael (los hijos de George y Winifred Banks) se han escapado por cuarta vez en una semana.
George (el padre de Jane y Michael) llega a casa después del trabajo y Winifred (la madre), también de vuelta de una manifestación sufragista, revela que los niños están desaparecidos. La policía llega con los niños, que piden a su padre ayuda para reparar su cometa dañada, pero él los rechaza y anuncia una niñera de reemplazo de un modo muy autoritario. Jane y Michael redactan una carta en la que piden una persona bondadosa y compasiva, pero George rompe el papel y lo tira a la chimenea, debido a que lo considera una tontería y pide el teléfono del Times para publicar un anuncio. Inadvertidos, los restos de la nota flotan por la chimenea.
Al día siguiente, llega Mary Poppins, una niñera, bondadosa y compasiva. Se hará cargo del trabajo de niñera, George se sorprende al ver que la niñera tiene en sus manos los fragmentos recompuestos del anunció que él había roto. Esta nueva niñera desafiante se describe a sí misma como una nana firme que definirá las reglas de juego con los niños. Mientras George sigue desconcertado, Mary comienza el trabajo, argumentando que permanecerá por un período de prueba de una semana, antes de decidir si va a aceptar el puesto de forma permanente. Cuando se une a los niños, ellos se sorprenden con las cosas que Mary Poppins posee en una maleta con un sinfín de accesorios y la magia que habita en ella.
Después de ordenar su habitación, Jane y Michael bajan al piso inferior deslizándose por la barandilla de las escaleras para salir a dar un paseo por el parque. De esa manera se encuentran con Bert en la entrada del parque. Bert ahora trabaja como dibujante, realizando dibujos con tizas de colores en el pavimento, y cuando ve la sombra de Mary Poppins, comienza a dibujar la silueta. Es allí donde Mary Poppins utiliza uno de los dibujos de Bert como una puerta de entrada a un campo animado. En el dibujo, los niños siguen un camino para llegar a una feria mientras que Mary y Bert disfrutan de un paseo por el campo, durante el cual Bert baila en un restaurante al aire libre con cuatro pingüinos camareros. Mary Poppins y Bert se unen con los niños en los caballitos del tiovivo. El cuarteto se encuentra a sí mismo en una carrera de caballos, que gana Mary. Es aquí donde Mary Poppins emplea por primera vez la palabra sin sentido "supercalifragilisticoespialidoso". La salida se ve interrumpida por una tormenta, que lava el dibujo de tiza y devuelve los viajeros de vuelta al parque.  
Debido a la lluvia, se enferman y ya en casa tienen que tomar un jarabe. Los niños se sorprenden al ver que el color del jarabe es distinto para cada uno de ellos y que el sabor del jarabe que tenían en la cuchara era también diferente.
Al acostarse, los niños preguntan a Mary Poppins cuánto tiempo se quedará con ellos, y ella está de acuerdo en quedarse hasta que cambie el viento. Luego rechaza con severidad la idea de que hubiera ganado alguna carrera de caballos en el campo, pero los niños están muy inquietos a raíz de todo lo que han visto ese día y no quieren dormir, pero los arrulla con una canción de cuna para que se duerman, cuya letra versa precisamente sobre lo que a ellos les interesa hacer en ese momento, que es permanecer despiertos a pesar de que ya es la hora de dormir. 
Al día siguiente, visitan a Albert, tío de Mary Poppins, después de saber que su imparable risa ha provocado que acabe flotando en el techo. Ellos se le unen en una fiesta de té en el techo de su casa, diciendo varias bromas el uno al otro, aunque a Mary Poppins le resulta ridículo. La única forma que tienen de bajar es pensar en algo triste, aunque no lo consiguen, debido a que vuelven a pensar en algo alegre. Cuando Mary Poppins firmemente dice que es hora de que todos se vayan a casa, provoca que tío Albert entristezca, pese a que Jane y Michael le prometen que volverán de nuevo. Bert intenta contar un chiste para animarlo, pero no lo consigue y cae en llanto también.
George parece cada vez más molesto con historias de las aventuras de sus hijos, pero Mary Poppins invierte sin esfuerzo su intento de instruirla severamente sobre que debería estar inculcándole disciplina y orden a sus hijos en un plan para llevar a sus hijos con él a su banco. En el camino, a medida que pasan la Catedral de San Pablo, se percatan de la presencia de la mujer de las palomas, le piden a su padre que escuche lo que dice la mujer, quien pide que compren alimento para las palomas. Los niños tratan de contarle lo que la niñera les dice pero George solo expresa su falta de interés en lo que dice Mary Poppins.
Al llegar al banco, el Sr. Dawes Jr. y el Sr. Dawes Sr. (los dueños del banco en el que trabaja George) intentan convencer a Michael para que deposite sus dos peniques en el banco cantando una canción en la que hablan de las cosas que tendrá si no malgasta el dinero, hasta el punto que se lo arrebatan de las manos sin esperar su permiso. Cuando Michael protesta, los otros clientes no entienden sus gritos y se arma un gran alboroto en el banco que obliga a suspender los negocios, ya que de pronto todos los que habían invertido su dinero allí empiezan a exigir que se lo devuelvan. El guardia del banco (Jimmy Logan) persigue a los niños, que acaban huyendo por los barrios pobres de Londres. Afortunadamente, se encuentran con Bert, ahora encargado de limpiar chimeneas. Él los lleva con seguridad a casa, tras explicarles que su padre no los odia, pero que tiene sus propios problemas, y que a diferencia de los niños, no tiene nadie a quien recurrir, sino a sí mismo.
En casa, Winifred emplea a Bert para limpiar la chimenea de la familia y cuidar a los niños. Mary Poppins llega después de volver de su día libre y advierte de los peligros de esta actividad, pero es demasiado tarde, ya que los niños son absorbidos juntos por la chimenea hasta el tejado. Bert y Mary les siguen y llevan un recorrido por los tejados de Londres, que concluye con un baile alegre con los colegas deshollinadores de Bert. El almirante Boom, que los confunde con hotentotes, empieza a desencadenar una lluvia de fuegos artificiales que envía a todo el grupo de vuelta por una chimenea, que resulta ser la de los Banks. Mientras todos bailan por toda de la casa, George llega a su hogar, haciendo que los ayudantes de Bert salgan a la calle, donde desaparecen de la vista.
George se pregunta con rabia el significado de dicho alboroto, a lo que Mary Poppins contesta que ella nunca da explicaciones a nadie. George entonces recibe una llamada telefónica del trabajo que le ordenaba regresar de inmediato a una acción disciplinaria. Mientras George reúne fuerzas, culpando a Mary Poppins de todas sus desgracias, Bert señala que aunque George intenta ganarse la vida, Jane y Michael son niños y él tiene que ser una parte de su infancia, antes de que crezcan. Jane y Michael se disculpan, y Michael le da sus dos peniques con la esperanza de eso arreglará todo. George acepta gentilmente la oferta.
George camina solo por las calles nocturnas de Londres, fijándose en varios de los edificios que lo rodean, como la catedral y los escalones en los que la mujer de las palomas estaba sentada antes. En el banco sufre una ceremonia de degradadación y es despedido por causar la primera corrida formal en el banco desde 1773 (el banco suministraba el dinero para el envío de té destruido en el Motín del té de Boston). Sin embargo, después de ordenarle hacer una declaración, George dice “supercalifragilisticoespialidoso“ y da a Dawes los dos peniques de su hijo, dice una de los chistes del tío Albert, y se va con alegría. Dawes Sr. reflexiona sobre la broma y finalmente sube al techo riéndose.
A la mañana siguiente, el viento cambia de dirección, por lo que Mary Poppins se prepara para partir. Mientras tanto, la policía no puede encontrar a George y temen que se haya suicidado. Sin embargo, George, ahora cariñoso y alegre, vuelve a aparecer con la cometa reparada para Jane y Michael. Winifred utiliza una de sus cintas sufragistas como la cola de la cometa. En el parque, el Sr. Dawes Jr., ahora a cargo del banco, dice que su padre murió literalmente de risa por su chiste. George ofrece sus condolencias, pero el Sr. Dawes Jr. explica que su padre murió feliz y vuelve a contratarle para cubrir el hueco como socio menor. Con su trabajo hecho, Mary Poppins abre su paraguas y se eleva en el aire. Bert la despide cariñosamente y le pide que vuelva pronto.

## Reparto
| Personaje                          | Actor (1964)                                  | Actor de doblaje (España) (1965)                 | Actor de doblaje (México) (1986)            |
| ---------------------------------- | --------------------------------------------- | ------------------------------------------------ | ------------------------------------------- |
| Mary Poppins                       | Julie Andrews                                 | Rosa Guiñón Teresa María (canciones)             | Ángela Villanueva Vicky Córdova (canciones) |
| Bert                               | Dick Van Dyke                                 | Manuel Cano Salvador Escamilla (canciones)       | Arturo Mercado                              |
| Sr. Dawes Sr.                      | Dick Van Dyke                                 | Felipe Peña                                      | Arturo Mercado                              |
| Cerdito                            | Thurl Ravenscroft                             | (desconocido)                                    | Arturo Mercado                              |
| Jane Banks                         | Karen Dotrice                                 | Luisita Soler María Teresa Parellada (canciones) | Vanessa Garcel Diana Santos (canciones)     |
| Michael Banks                      | Matthew Garber                                | Marta Angelat Vicente Santos (canciones)         | Diana Santos                                |
| George W. Banks                    | David Tomlinson                               | José María Angelat                               | Luis Puente                                 |
| Winifred Banks                     | Glynis Johns                                  | Elsa Fábregas Luisita Tenor (canciones)          | Sylvia Garcel                               |
| Ellen                              | Hermione Baddeley                             | Ángela Liaño                                     | Yolanda Vidal                               |
| Sra. Brill                         | Reta Shaw                                     | Carmen Robles                                    | Carmen Donna-Dío                            |
| Katie Nana                         | Elsa Lanchester                               | Elvira Jofre                                     | Beatriz Aguirre                             |
| Tío Albert                         | Ed Wynn                                       | Miguel Alonso                                    | Francisco Colmenero                         |
| Loro Paraguas                      | David Tomlinson                               | Emilio Freixas                                   | Francisco Colmenero                         |
| Sr. Grubbs (banquero)              | Cyril Delevanti Thurl Ravenscroft (canciones) | (desconocido)                                    | Francisco Colmenero                         |
| Almirante Boom                     | Reginald Owen                                 | Rafael Luis Calvo                                | Esteban Siller                              |
| Sr. Binnacle Sr. Bitácora (España) | Don Barclay                                   | Jesús Puche                                      | Jorge Roig                                  |
| Sr. Dawes Jr.                      | Arthur Malet                                  | Luis Posada Mendoza                              | Álvaro Tarcicio                             |
| Policía Jones                      | Arthur Treacher                               | José Luis Sansalvador                            | Héctor Lee                                  |
| Clienta del banco                  | Queenie Leonard                               | Marta Martorell                                  | (desconocida)                               |
| Zorro                              | Dallas McKennon                               | Emilio Freixas                                   | Raúl Aldana                                 |
| Baterista                          | J. Pat O'Malley                               | (desconocido)                                    | Raúl Aldana                                 |
| Cazador                            | J. Pat O'Malley                               | (desconocido)                                    | Jesse Conde                                 |

- Director del doblaje para España: Rafael Luis Calvo

- Director del doblaje para México: Francisco Colmenero Villanueva

## Producción

### Desarrollo
El primer libro de la serie Mary Poppins fue la base principal de la película. Las hijas de Walt Disney se enamoraron de los libros de Mary Poppins, y le hicieron prometer que haría una película basada en ellos, según se explica en la edición de la película en DVD de 2004 con motivo de su cuadragésimo aniversario. Disney intentó comprar los derechos cinematográficos de Mary Poppins a P. L. Travers ya en 1938, pero fue rechazado porque Travers no creía que una versión cinematográfica de sus libros pudiera hacer justicia a su creación. Además, Disney era conocido en aquel momento sobre todo como productor de dibujos animados y aun no había llevado a la pantalla ningún trabajo importante con actores reales.
Durante más de veinte años, Disney hizo repetidos esfuerzos para convencer a Travers para que le permitiera hacer una película sobre Poppins. Finalmente lo logró en 1961, aunque Travers exigió y obtuvo el derecho de aprobación del guion. Los hermanos Sherman compusieron la partitura musical y también estuvieron involucrados en el desarrollo de la película, sugiriendo por ejemplo el cambio de ambientación de la película desde los años treinta a la época eduardiana. La preproducción y la composición de las canciones llevó unos dos años.
Travers fue asesora de la producción, pero desaprobaba la dilución de los aspectos más duros del carácter que Mary Poppins, puso reparos a la música, y odiaba tanto el uso de la animación que la descartó en cualquier adaptación posterior de sus novelas. Se opuso a una serie de elementos que finalmente aparecieron en la película. En lugar de canciones originales, quería que la banda sonora se ajustara a la música de la época eduardiana en el que se desarrolla la narración. Disney anuló sus protestas, citando las estipulaciones del contrato en las que se establecía que él tenía la última palabra en la versión definitiva. Gran parte de la correspondencia entre Travers y Disney forma parte de la colección de documentos Travers en la Biblioteca Mitchell de Nueva Gales del Sur (Australia). La relación entre Travers y Disney se detalla en Mary Poppins,  la biografía de Travers que escribió Valerie Lawson, que a su vez es la base de dos documentales sobre Travers: La sombra de Mary Poppins (2003) y La verdadera Mary Poppins (2013), ambos dirigidos por Lisa Matthews. Su relación durante el desarrollo de la película también fue dramatizada en la película de 2013 Saving Mr. Banks.

### Rodaje
El rodaje tuvo lugar entre mayo y septiembre de 1963, mientras la postproducción y animación llegó a tomar otros 11 meses.
La película cambia la línea de la historia del libro en una serie de lugares. Por ejemplo, Mary, al acercarse a la casa, controla el viento y no al revés. Como otro ejemplo, el padre, en lugar de la madre, entrevista a Mary para el puesto de niñera. Para condensar la historia en el largometraje fueron necesarios además otros cambios. En la película, sólo hay dos hijos, Jane y Michael. 
Los aspectos más satíricos y misteriosos del libro original se volcaron a la película en un tono alegre y edulcorado al estilo Disney. Como ejemplo está el propio personaje de Mary Poppins, retratado por Andrews en la película como menos vanidosa y más comprensiva hacia los niños que la fría e intimidante niñera del libro original. Bert, interpretado por Van Dyke, fue una combinación de varios personajes de los cuentos de Travers. Por otro lado, Travers exigió que se eliminase cualquier sugerencia de romance entre Mary y Bert, por lo que la letra escrita para la canción «Jolly Holiday» indicaba claramente que su amistad era puramente platónica, aunque sin embargo se quedaron finalmente en la película algunos sutiles toques de romance.

### Efectos
La técnica utilizada para mezclar animación y acción en vivo no fue la primera y se le atribuye a Ub Iwerks, siendo utilizada por los estudios Disney en 1920 para la serie de cortometrajes Comedias de Alicia pero refinándola en la década de 1940, especialmente con Canción del sur (1946). Mary Poppins combina con el mismo espíritu personajes vivos y animados en diseños reales o dibujados.
Según Ward Kimball, las películas de Disney podían disfrutar de tomas completas donde se podría insertar efectos animados tales como un coche volador, del cual se dio uso en la película Un sabio en las nubes en 1961. Técnicamente, en estos efectos se combinan actores u objetos suspendidos por cables, miniaturas (maquetas), y decoraciones pintadas sobre un fondo azul. John West cuenta que estas cuerdas podían sufrir grandes oscilaciones. De acuerdo con los productores de Un sabio en las nubes, el uso de cables requería grabar en blanco y negro, como en Son of Flubber (1963), pero con la tecnología en rápida evolución, la filmación del nuevo film empezó a realizarse a color. Durante un ensayo, los cables utilizados por Dick Van Dyke donde está volando llegaron a romperse por el revestimiento, afortunadamente sin heridos de gravedad. La secuencia de las niñeras empujadas por el viento inicialmente se pensó para hacerse animada, pero Vitarelli obtuvo el acuerdo de lograrlo con actores y cuerdas.
La técnica habitual implica el rodaje con los actores después de la animación, primero se fijan las tomas rodadas en vivo, a las que los animadores añaden más tarde los papeles animados secundarios. Ub Iwerks estuvo autorizado a comprar un nuevo método de fondo mate no especificado, pero que era comparable a la imagen latente.
La película también utiliza la grabación de fotogramas a la inversa para crear el efecto de desplazamiento, por ejemplo en la escena de la guardería, donde Jane ve como sus juguetes se mueven solos de vuelta en su caja de almacenamiento. Mary Poppins fue la primera película de la historia del cine donde se utilizó un animatrónico, en la escena donde la niñera sostiene un pequeño petirrojo. 

## Música
La musicalización de este largometraje estuvo a cargo de los hermanos Sherman, bajo la dirección de Irwin Kostal. Dentro de estas composiciones una de ellas resultó ganadora en los Premios Óscar, 1964, en la categoría Mejor Canción Original (“Chim Chim Cher-ee”), además del recibido como Mejor banda sonora; ese mismo año también recibieron dos Grammys en las categorías Mejor banda sonora original escrita para una Película o Televisión y Mejor Grabación para Niños (música y letra por); en esta categoría no sólo los hermanos Sherman recibieron Premios Grammy, sino también Irwin Kostal ganó en (Música adaptada y dirigida por), Julie Andrews (interpretada por), al igual que Dick Van Dyke.
La música, además de las letras, envolvieron a los personajes haciéndolos más entrañables, éstas marcaron la niñez de aquella época e incluso han trascendido de generación en generación formando parte de la cultura popular, dentro de las canciones más queridas por el público se encuentran “Chim Chim Cher-ee”, “A Spoonful of Sugar” (Con un poco de azúcar), “Supercalifragilisticoexpialidoso” y Feed the Birds (“Migas de pan”). El éxito logrado por el audio tan representativo de la cinta en cuestión, llevó a Mary Poppins directo a Broadway como musical. Algunas de las piezas fueron editadas debido a limitaciones en el tiempo del film y otras por ser parte de pasajes introductorios. Buena Vista Records se encargó de la edición de la banda sonora y sacaron el primer disco LP a la venta, posteriormente fue reeditada para su uso en teatro y su redistribución en discos de vinilo bajo el sello Walt Disney Records.

### Banda sonora
1. «Mary Poppins Overture» (instrumental). Interpretada por Irwin Kostal
2. «Sister Suffragette». Cantada por Glynis Johns con Hermione Baddeley y Reta Shaw
3. «The Life I Lead». Cantada por David Tomlinson
4. «The Perfect Nanny». Cantada por Karen Dotrice y Matthew Garber
5. «A Spoonful of Sugar». Cantada por Julie Andrews con Karen Dotrice y Matthew Garber
6. «Jolly Holiday». Cantada por Dick Van Dyke y Julie Andrews
7. «Pavement Artist» («Chim-Chim-Cher-ee»). Cantada por Dick Van Dyke
8. Supercalifragilisticoexpialidoso. Cantada por Julie Andrews, Dick Van Dyke y coro; reprise por Karen Dotrice, Matthew Garber, Hermione Baddeley y Reta Shaw
9. «Stay Awake». Cantada por Julie Andrews
10. «I Love to Laugh». Cantada por Dick Van Dyke, Julie Andrews y Ed Wynn
11. «A british bank» («The Life I Lead»). Cantada por David Tomlinson y Julie Andrews
12. «Feed the Birds» («Tuppence a Bag»). Cantada por Julie Andrews y coro
13. «Fidelity Fiduciary Bank». Cantada por Dick Van Dyke, David Tomlinson, Arthur Malet, Cyril Delevanti, Clive Halliday y Lester Matthews
14. «Chim Chim Cher-ee». Cantada por Dick Van Dyke; reprised por Dick Van Dyke, Julie Andrews, Karen Dotrice y Matthew Garber
15. «Step in Time». Cantado y bailado por Dick Van Dyke y Deshollinadores
16. «A Man Has Dreams». Cantada por Dick Van Dyke y David Tomlinson
17. «Sobre las Olas» («Over the Waves»). Tarareada por Dick Van Dyke
18. «Let's Go Fly a Kite». Cantada por Glynis Johns, David Tomlinson, Karen Dotrice, Matthew Garber y Dick Van Dyke

### Canciones eliminadas
Un número de otras canciones fueron escritas para la película de los hermanos Sherman ya sea por rechazo o corte por tiempo. Richard Sherman, en el lanzamiento del DVD de 2004, indicó que más de 30 canciones fueron escritas en diferentes etapas de desarrollo de la película. No hay grabaciones del elenco de alguna de estas canciones, sólo demos o actuaciones posteriores realizadas por los compositores - con la excepción de la repetición en la azotea de "Chim Chim Cher-ee" y "smoke staircase yodel" que se menciona a continuación.
- "El Chimpanzoo", originalmente iba a seguir "Me encanta reír" durante la secuencia the Uncle Albert "ceiling tea party", pero fue eliminado de la banda de sonido justo antes de que Julie Andrews y la compañía fueran a grabarlo. El número de ritmo rápido no se dio a conocer al público hasta que Richard Sherman, ayudado por storyboards recientemente descubiertos, la interpretó en la edición de 2004 del DVD. La recreación sugiere que debería haber sido otra secuencia que combina animación y acción en vivo.

- "Practically Perfect", con esta canción se intentó introducir a Mary , pero en su lugar se utilizó la melodía de la pieza de "Sister Suffragette" (utilizado para introducir la señora Banks). Como resultado, una canción diferente con el mismo nombre fue escrita para la obra musical.

- "The Eyes Of Love", esta balada romántica estaba destinada a Bert y Mary, pero de acuerdo con Richard Sherman, Julie Andrews sugirió en privado a Walt Disney que esta canción no era adecuada. En respuesta, "A Spoonful Of Sugar" fue escrita en su lugar.

- "Mary Poppins Melody", debía ser interpretado cuando Mary se presenta a sí misma a los niños. Elementos de la canción más tarde se convirtieron en parte de "Stay Awake". La melodía fue la base para un par de canciones que fueron cortadas en última instancia de la película.

- "A Name's A Name", oído en una grabación tomada de una reunión entre los hermanos Sherman y P. L. Travers, esta canción fue originalmente pensada para la escena de la guardería que más tarde se convirtió en "una cucharada de azúcar". La melodía fue reutilizada para "Mary Poppins Melody" .

- "You Think, You Blink", era una pieza corta que Bert cantaba justo antes de entrar en la pintura de la tiza (e iniciara la secuencia de "Jolly Holiday"). En la película, Dick Van Dyke simplemente recita la letra en vez de cantarla.

- "West Wind", fue una balada corta para ser cantada por Mary. La canción fue retitulada más tarde como "Mon Amour Perdu" y se utiliza en la película de Disney, Big Red.

- "The Right Side", debía ser cantada por Mary a Michael Banks después de que sale de la cama de mal humor. Se recicla para la serie de televisión de Disney Channel “Welcome to Pooh Corner” como la canción personal de Winnie the Pooh.

- "Measure Up", fue para acompañar a la escena en la que Mary toma la cinta métrica para Jane y Michael.

- "Admiral Boom", iba a ser el tema principal the cannon-firing neighbor of the Banks Residence, pero fue cortado por Walt Disney por ser innecesario. La melodía de la canción se mantiene en la película, y el tema grandilocuente se escucha cada vez que aparece en pantalla Boom. Una de las líneas de esta canción ("The whole world takes its time from Greenwich, but Greenwich, they say, takes its time from Admiral Boom!"), Es hablado por Bert al principio de la película.

- "Sticks, Paper And Strings", fue una primera versión de "Let Go Fly A Kite".

- "Lead The Righteous Life”, un himno intencionalmente mal escrito, tenía que haber sido cantada por la Nanna Katie (Elsa Lanchester), junto con Jane y Michael antes de la llegada de Mary Poppins. La melodía fue posteriormente reutilizada para una canción similar en The Happiest Millionaire.

- "El Pearly Song", no se ha eliminado, sino que fue incorporada a "Supercalifragilisticoexpialidoso".

Un precursor de "Jolly Holiday", iba a ser una secuencia de varias canciones. Un número de posibles componentes musicales han sido identificados:
- "La isla del Mar del Sur Symphony".
- "Festival de la Canción de China".
- "Tim -Buc -Too" - elementos de este fueron reutilizados para "El Chimpanzoo", que también fue cortada.
- "Tiki Town" - la melodía fue reutilizado para "El Chimpanzoo".
- "North Pole Polka".
- "Land Of Sand" - más tarde reescrito como "Confía en mí" para la versión animada de El libro de la selva.
- " The Beautiful Briny " - más tarde usado en La bruja novata.
- "Oriente es oriente" - otra variación sobre el inusitado " Mary Poppins Melody".

### Partituras y música borradas
- "Step In Time", la secuencia termina cuando los deshollinadores se dispersan por una avalancha de fuegos artificiales disparados desde la casa del Almirante Boom. En la última película, la escena se repite con efectos de sonido y sin música. La edición en DVD incluye la versión original de la escena que fue acompañada por un complejo arreglo musical instrumental que combinaba "Step in Time" con la melodía "Almirante Boom", y "A Spoonful Of Sugar". Este arreglo musical se puede escuchar en la banda sonora original de la película.

- Andrews grabó un breve reprise de "Chim Chim Cher-ee" que debía haber acompañado a Mary, Bert y los niños mientras marchaban por los tejados de Londres (un reprise instrumental de "A Spoonful Of Sugar" fue utilizado como una marcha en su lugar, sin embargo, Julie Andrews y Dick Van Dyke pueden todavía ser vistos y escuchados cantando un reprise de "Chim Chim Cher-ee" en esa secuencia, justo antes de que los demás deshollinadores aparecen por el número "Step In Time").

- Los silbidos robin Mary Poppins con el tema "A Spoonful Of Sugar" originalmente cantaron una letra también.

- Andrews también grabó un breve yodel que se rompe en la primera línea de "A Spoonful Of Sugar", que iba a ser utilizado para "activar" la escalera de humo antes del número "Step In Time". Aunque esta imagen fue cortada de la película, después fue incluido en el DVD de 2004. El DVD también indica que también puede existir una versión alternativa de la tirolesa realizado por Dick Van Dyke.

## Galería fotográfica

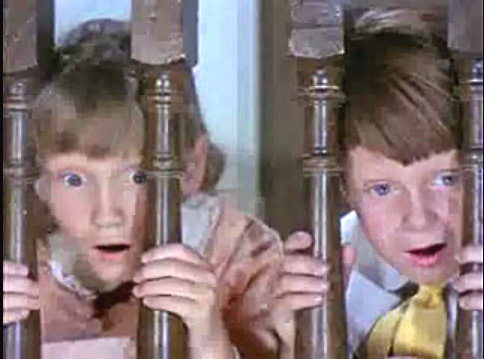
Los niños Banks
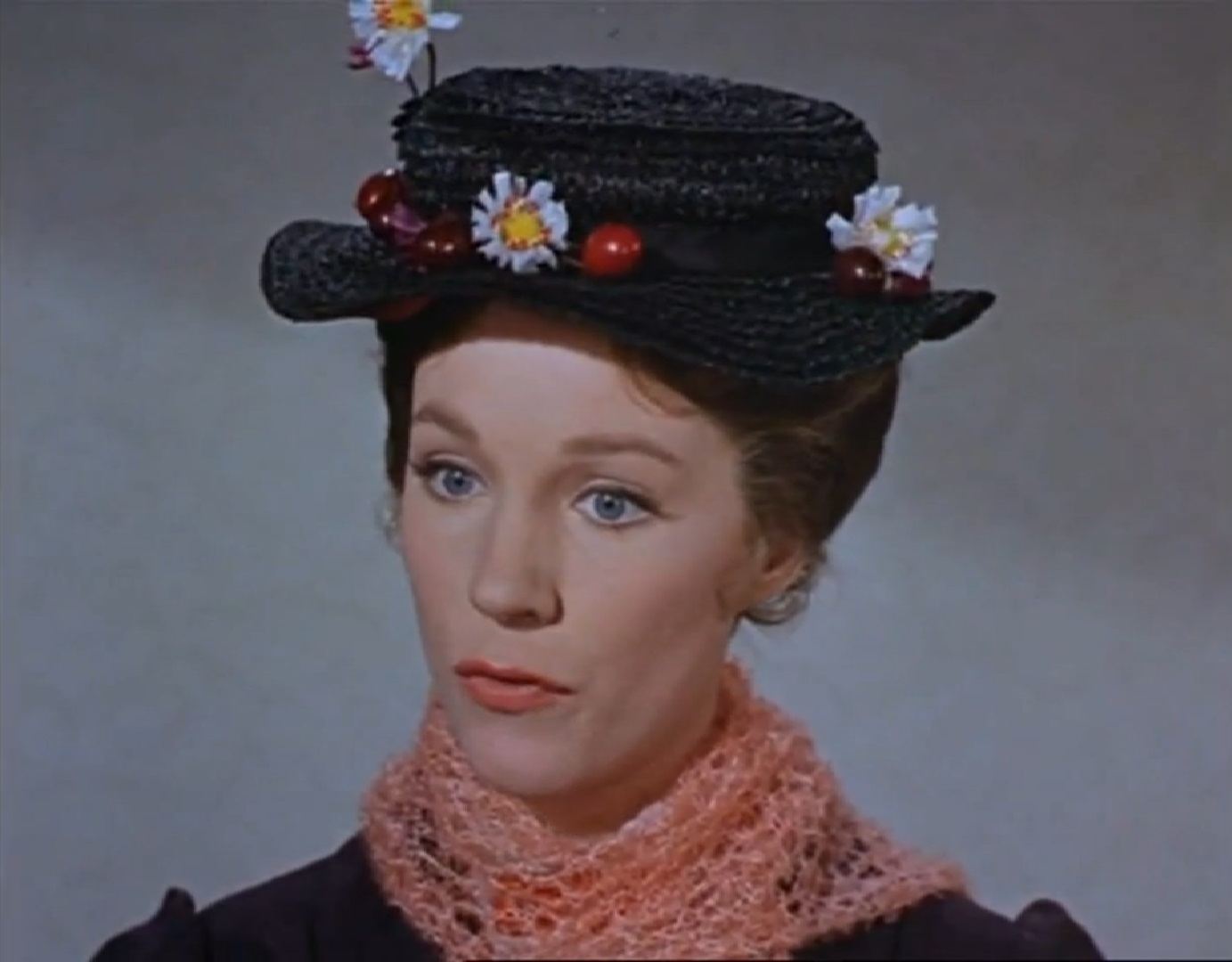
Julie Andrews como Mary Poppins
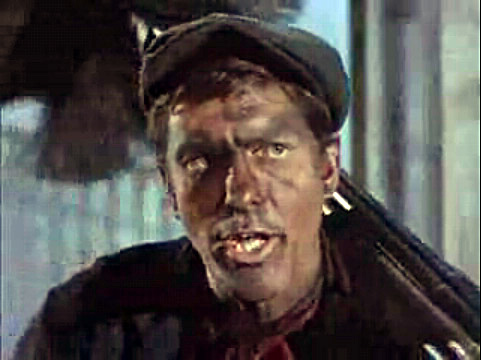
Dick Van Dyke como Bert
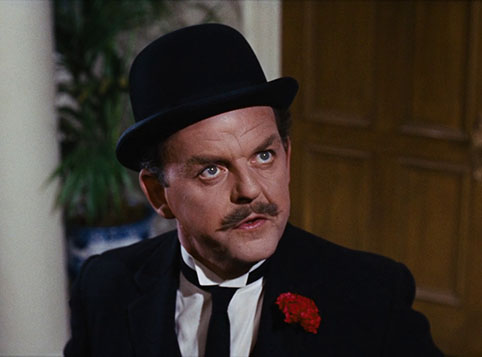
David Tomlinson como el Sr.Banks
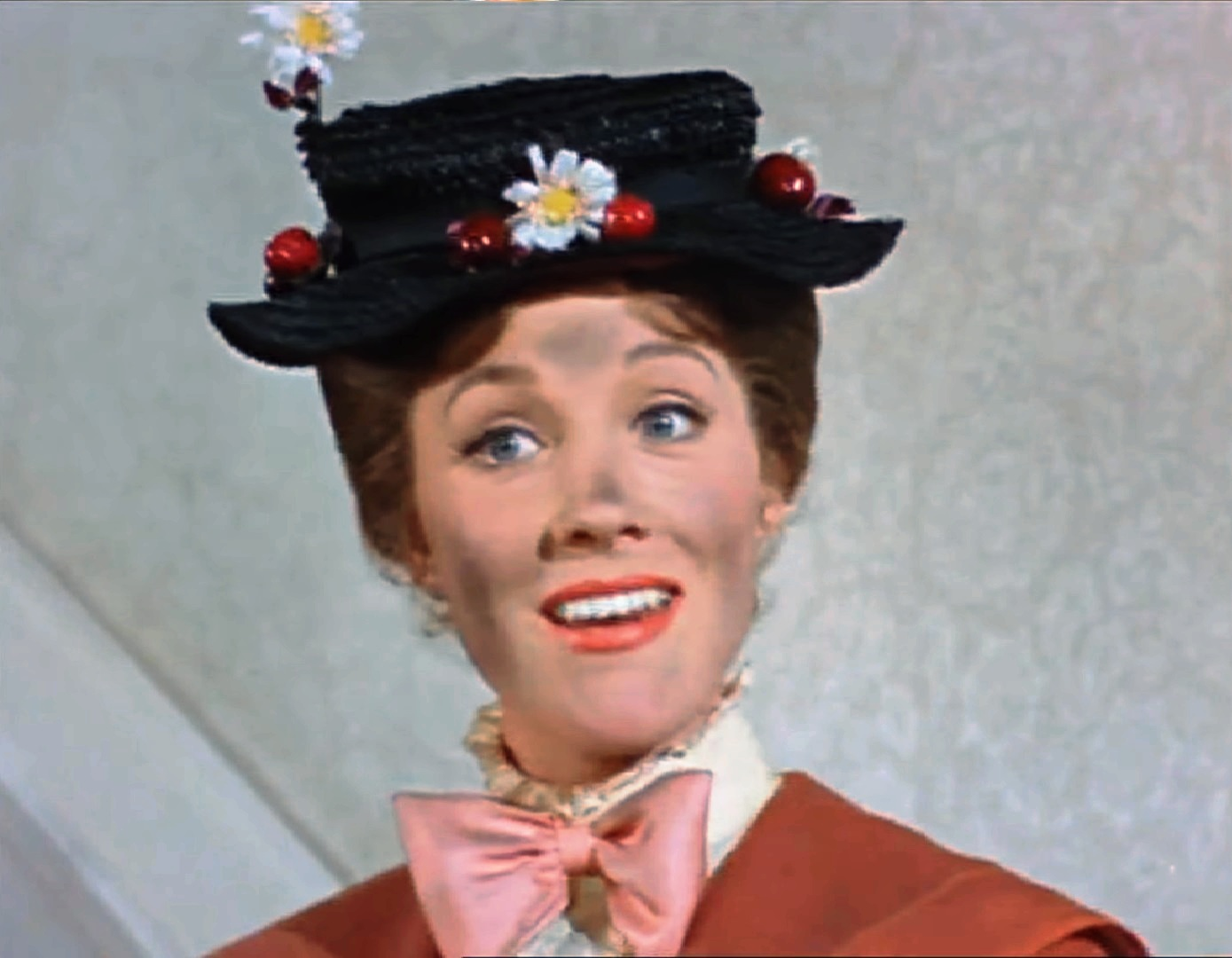
Julie Andrews
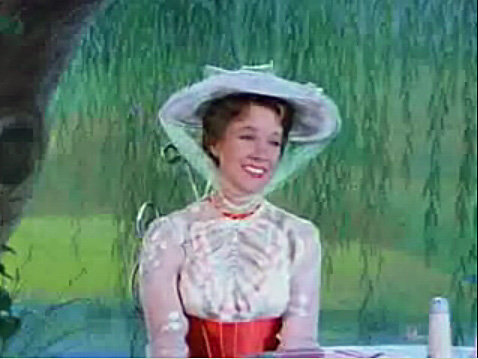
Mary Poppins en el parque
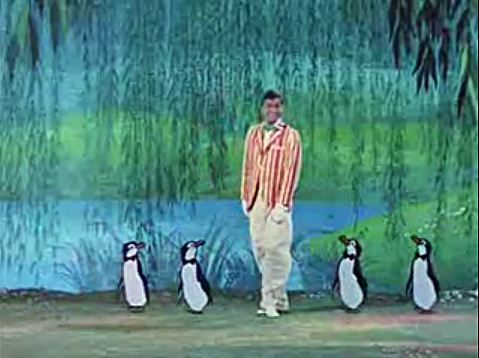
Bert bailando con los pingüinos
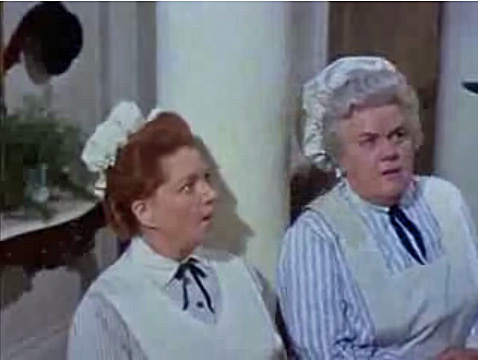
La Sra.Brill vs Ellen
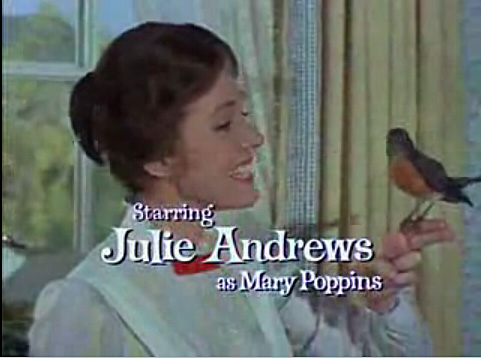
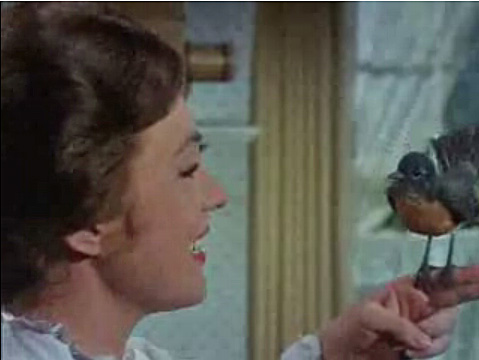
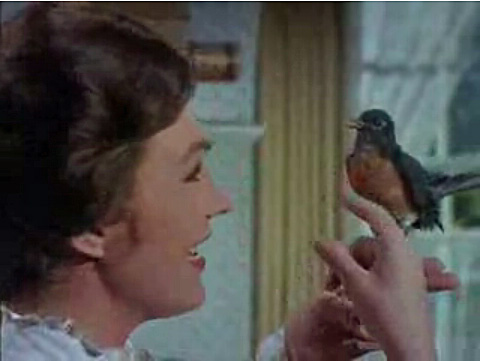
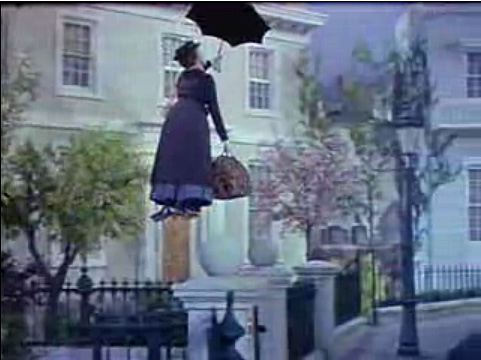

## Datos curiosos
- Cuando Julie Andrews ganó el Globo de Oro a la Mejor actriz - Comedia o musical en 1964, se lo agradeció al productor Jack Warner a modo de ironía. Warner rechazó a Julie Andrews para el papel protagonista de la adaptación cinematográfica de My fair lady (1964), a pesar de que ella interpretaba el mismo papel en el teatro. Curiosamente, Audrey Hepburn interpretó dicho personaje y ese año no estuvo nominada porque en las canciones fue doblada por Marni Nixon.
- P.L. Travers, la autora de la novela, pidió a Walt Disney que quitara la secuencia de dibujos animados de la película, pero Disney se negó.
- Walt Disney propuso a Julie Andrews que interpretase a Mary Poppins después de verla en Broadway, en la obra de teatro Camelot.
- En el episodio de Los Simpson de la octava temporada llamado Simpsoncalifragilisticoexpialid... ¡oh! es una parodia de la película ya que llega a casa de la familia una niñera llamada Shary Bobbins, clara parodia a Mary Poppins. Y en el episodio de la decimoquinta temporada titulado Los monólogos de la Reina, en el que los Simpsons viajan a Inglaterra, en un comienzo se ve una imagen de la ciudad de Londres pero con varias niñeras volando con su paraguas y un maletín, igual que Mary Poppins.
- En un episodio de Los Padrinos Mágicos llega una niñera llamada Susie Califragilistica, haciendo una clara referencia a Mary Poppins.
- En el episodio de Padre de familia titulado Peter, el ilegal hacen una parodia de Mary Poppins cuando Peter consigue un trabajo como niñera. En la escena aparecen Jane y Michael, los niños a los que cuidaba Poppins, hablando sobre cómo será su nueva "nana", cuando Peter cae del techo disfrazado de Mary Poppins y los aplasta.
- Angela Lansbury fue una de las actrices en las que se pensó para protagonizar la película. La actriz gozaba de fama después del estreno de la película El mensajero del miedo (1962), pero fue descartada por interpretar a un personaje tan alejado al de Mary Poppins en dicha película. Como curiosidad, cabe destacar que fue nominada al Oscar a la Mejor actriz de reparto por dicho papel. Curiosamente dicha actriz participa en la secuela de la película.
- Bette Davis también fue considerada y rechazada por la misma razón, pues había protagonizado un año antes ¿Qué fue de Baby Jane?
- En la ceremonia inaugural de los Juegos Olímpicos de Londres 2012 se homenajea a este personaje de la literatura inglesa al bajar muchas mujeres con maletines y paraguas, al mejor estilo Mary Poppins.
- En el videojuego Tekken Tag Tournament 2, el personaje Jin Kazama tiene como "ítem move" un paraguas que se adecua a determinado vestuario, que utiliza para entrar en pantalla volando al cambiarse con su compañero, al estilo de Mary Poppins y clara referencia a dicho personaje literario.
- Mary Poppins aparece en el tercer volumen de The League of Extraordinary Gentlemen de Alan Moore y Kevin O´Neill. Su papel consiste en ser el refuerzo, enviado por Próspero, de la Liga del 2009 y exterminar al Anticristo, a quien ella derrota al convertirlo en un dibujo de tiza, que es borrado por la lluvia. Poppins también aparece brevemente en el "Dossier Negro" de la Liga, cruzándose con los protagonistas en el Mundo Llameante.

## Recepción

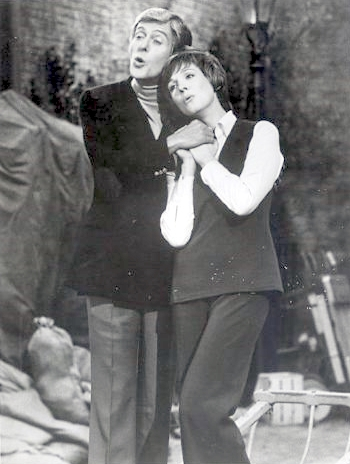
Julie Andrews y Dick Van Dyke formaron un dúo protagónico nuevamente en el telefilme Julie and Dick at Covent Garden (1974), dirigida por el marido de Julie, Blake Edwards.

La película recibió la aclamación universal por los críticos de cine. En la opinión de Rotten Tomatoes se informa que el 100% de los críticos dio a la película una calificación de "fresco", basándose en 44 reseñas con una puntuación media de 8.3/10. Llegando al consenso el sitio dice: "Un cuento de hadas moderno lujoso célebre por sus increíbles efectos especiales, canciones pegadizas y rendimiento legendario de Julie Andrews en el papel principal."
Variety elogió secuencias musicales de la película y las actuaciones de Julie Andrews y Dick Van Dyke, en particular. Time elogió la película, diciendo: "Los juegos son exuberantes, las canciones melodiosas, el escenario ingenioso pero impecablemente sentimental, y el apoyo echado a un corto pinfeather de perfección."
Fue un gran éxito de taquilla, y fue reestrenada en 1973, en honor al 50.º aniversario de Walt Disney Productions, y de nuevo en 1980, convirtiéndose en una de las películas más rentables para Disney.

### Premios
Mary Poppins fue nominada a 13 Oscars y ganó 5 premios Óscar de la Academia estadounidense. Así, Mary Poppins se ha convertido en la película Disney con más nominaciones a los Óscars.
- Óscar a la mejor actriz - Julie Andrews
- Óscar al mejor montaje - Cotton Warburton
- Óscar a la mejor banda sonora - Robert B. Sherman y Richard M. Sherman
- Óscar a la mejor canción original por "Chim Chim Cher-ee"
- Óscar a los mejores efectos visuales - Peter Ellenshaw, Hamilton Luske y Eustace Lycett

Fue nominada por:
- Óscar a la mejor película
- Óscar al mejor director - Robert Stevenson
- Óscar al mejor guion adaptado - Bill Walsh y Don DaGradi
- Óscar a la mejor fotografía (Color) - Edward Colman
- Óscar a la mejor música (Adaptación musical) - Irwin Kostal
- Óscar a la mejor dirección artística (Color) - Carroll Clark, William H. Tuntke, Emile Kuri and Hal Gausman
- Óscar al mejor diseño de vestuario (Color) - Tony Walton
- Óscar al mejor sonido - Robert O. Cook